# 프란츠 폰 리스트
프란츠 폰 리스트(독일어: Franz von Liszt, 1851년 3월 2일 ~ 1919년 6월 21일)은 독일의 형법학자이다. 헝가리의 유명 작곡가 프란츠 리스트와는 사촌 관계이다.

## 생애
빈에서 태어나 빈 대학교에서 법학을 전공했다. 빈 대학교 시절에는 루돌프 폰 예링의 영향을 깊이 받았으며, 1875년에 그라츠 대학교에서 〈위증죄론〉(독일어: Meineid und falsches Zeugnis)으로 교수 자격을 취득한 뒤 예링의 추천으로 1879년에 기센 대학교 교수가 되었다.
1882년에 마르부르크 대학교로 옮긴 리스트는 그의 형법사상의 근간을 이룬 〈형법에 있어서 목적사상〉(독일어: Der Zweckgedanken im Strafrecht)을 발표한다. 그는 형벌의 목적은 법익의 보호이며, 법익의 ‘보호는 법익의 침해를 수단으로 하는 것에 의해 정당화되며 이러한 형벌은 목적의 달성을 위해 가장 적으면서도 유효한 것이어야 하기 때문에, “정당한, 즉 올바른 형벌은 필요한 형벌”이고, “필요한 형벌만이 올바른 것”’이라고 설파했다.
1889년에는 벨기에 브뤼셀 대학교의 교수 아돌프 프린스와 네덜란드 암스테르담 대학교의 교수 반 하멜과 협력하여 국제형사학협회를 설립하였다. 이후 국제형사학협회는 여러 나라에 지부를 설치하고, 제1차 세계대전 이전에는 회원이 1,500여 명을 헤아렸지만 이후 제1차 세계대전으로 규모가 축소되어 독일 및 오스트리아의 부회(部會)가 설치되었다가 나중에 독일형법협회가 설립되면서 해소되었다.
1889년에는 할레 대학교로 옮겼는데, 형법 이외에 국제법 강의도 시작하였다. 이 시기에 학문적 연구를 가장 활발하게 펼친 리스트는, 1898년에 펼친 강연에서 발표한 〈사회병리적 현상으로서의 범죄〉(독일어: Das Verbrechen als Sozialpathologische Erscheinung)를 통해 ‘범죄는 사회의 필연적인 현상이지만, 범죄가 급격하게 증가한다면 이는 하나의 병리적 성격을 가지게 된다’고 주장했다. 이러한 범죄의 원인으로는 경제적 상황, 노동자의 처지의 악화 등으로 ‘범죄의 사회적 원인이 개인적 원인보다 매우 중요한 의의를 가진다’고 지적했다. 그러나 당시에 급격하게 확산되던 사회주의와 관련해서는, “현존 사회생활을 변혁하는 것에 의하여 범죄를 완전하게 세상에서 없앨 수 있다고 생각하는 것은 유토피아의 세계에 속한다”고 지적하고, “노동계급의 모든 처지를 향상시키기 위하여 냉정한, 그러나 목적의식적인 사회정책”이 “최선과 함께 가장 유효한 형사정책”이라고 주장했다. 당시에는 비교적 급진적이었던 이러한 생각은 당시 구파의 강한 반발을 부르기도 했다.
1899년에 베를린 대학교로 옮긴 리스트는 취임 강연 〈형법학의 임무와 방법〉(독일어: Die Aufgaben und Methode der Strafrechtswissenschaft)에서 신파 형법학의 의미와 근거를 분명하게 하고, 형법학이 인과과학적 연구로서의 범죄학과 형벌학 및 형사정책학 연구를 필요로 하는 이유를 논증하였다. 이후 리스트는 형법과 국제법, 법철학 등을 강의하였다.
1917년에 66세가 된 리스트는 교수직을 떠나 형사학 연구소의 유지에 힘을 쏟고, 장서를 기증한 뒤 제하임에 은거했다. 이후 1919년에 중병으로 세상을 떠났다.